# Список лучших альбомов США 1975 года (Billboard)
Список лучших альбомов США 1975 года (Billboard Year End Charts) — итоговый список наиболее популярных альбомов журнала Billboard по данным продаж за 1975 год.

## Общие сведения
Лучшим альбомом 1975 года стал концертный диск Элтона Джона Elton john — Greatest hits.

## История
| Место | Альбом                                        | Исполнитель        | Примечания                               |
| ----- | --------------------------------------------- | ------------------ | ---------------------------------------- |
| 1     | «Elton john — Greatest hits»                  | Элтон Джон         | 10 недель на № 1 в 1974 и 1975 годах     |
| 2     | «John Denver’s Greatest Hits»                 | Джон Денвер        | 3 недели на № 1 в 1974                   |
| 3     | «That’s The Way of The World»                 | Earth, Wind & Fire | 3 недели на № 1 в мае 1975 года          |
| 4     | «Back Home Again»                             | Джон Денвер        |                                          |
| 5     | «Phoebe Snow»                                 | Phoebe Snow        |                                          |
| 6     | «Heart Like A Wheel»                          | Линда Ронстадт     | 1 неделя на № 1 в феврале 1975 года      |
| 7     | «Captain Fantastic and the Brown Dirt Cowboy» | Элтон Джон         | 7 недель на № 1 в июне-августе 1975 года |
| 8     | «An Evening with John Denver»                 | Джон Денвер        |                                          |
| 9     | «AWB»                                         | Average White Band | 1 неделя на № 1 в феврале 1975 года      |
| 10    | «On The Border»                               | Eagles             |                                          |